# 윤인구의 모닝쇼
윤인구의 모닝쇼는 KBS 해피FM에서 윤인구 아나운서의 진행으로 방송했던 아침정보 라디오 프로그램이다.

## 역사
2004년 10월 18일에 첫방송을 시작했으며, 원래는 2시간 방송이었으나, 2007년 4월 16일부터 1시간 방송으로 단축되어 방송하다가, 2007년 10월 13일 방송을 마지막으로 3년 만에 폐지되었다.

## 역대 방송시간
| 방송 채널  | 방송 기간                          | 방송 시간                       |
| ---------- | ---------------------------------- | ------------------------------- |
| KBS 해피FM | 2004년 10월 18일 ~ 2007년 4월 14일 | 월~토요일 아침 6:20 ~ 아침 7:55 |
| KBS 해피FM | 2007년 4월 16일 ~ 2007년 10월 13일 | 월~토요일 아침 6:05 ~ 아침 6:55 |